# Sammy Nelson
Samuel Nelson est un footballeur nord-irlandais né le 1er avril 1949 à Belfast.

## Palmarès
- 51 sélections et 1 but avec l'Équipe d'Irlande du Nord entre 1970 et 1982.